# すヾみ舟
すヾみ舟（すずみぶね）は、1932年（昭和7年）に製作された日本初のアダルトアニメである。モノクロ、サイレント映画。『神田川』『川開き』『花火』『夕涼み』『マンガ』という作品名でも流通した。
2023年現在、国立映画アーカイブが35mmフィルムを所蔵している。また著作権の保護期間が満了し、パブリックドメインに帰した国内唯一のアダルトアニメである。

## あらすじ
江戸時代、神田川の川開きに現れた二人の女性の痴態を描く。大店の娘風の女は、現れた色男風の男に誘われて行為に及ぶが、寸前に船頭に目撃され川に落下する。娘の付き添いの乳母風の女性は、船頭に手招きされ、再び行為に及んだ娘を覗き見する。

## 解説

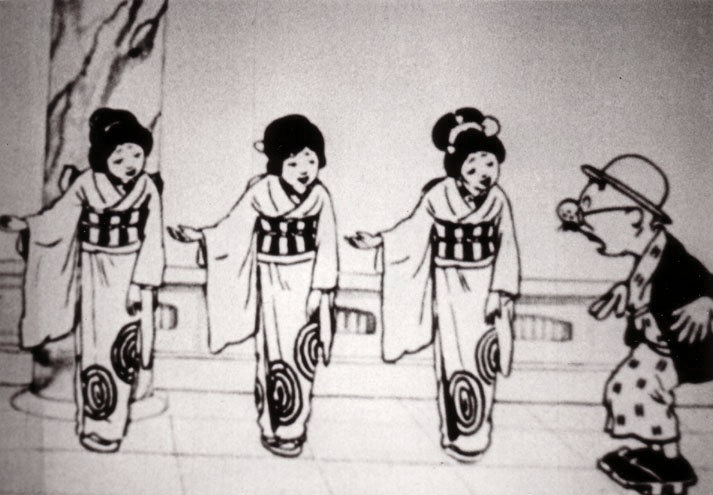
木村白山『ノンキなトウサン 竜宮参り』（※アダルトアニメではない）

製作者と言われる木村白山（きむらはくざん、生没年不詳）は黎明期のアニメーション作家で、麻生豊の4コマ漫画『ノンキナトウサン』のアニメーション化や、文部省主導による教育映画も手掛けたほか、朝日キネマで『勤倹貯蓄 塩原多助』（1925年）、『実録忠臣蔵』（1925年）、『松ちゃんの剛勇』（1926年）などの短編アニメーションを監督していた。その傍ら小石川春日町の自宅で、三年の歳月をかけて製作したのがこの作品である。
作品の画風は浮世絵タッチの日本情緒を感じさせるものだったようで、近代洋画的なデッサンの写実性もあったといわれる。当初は二巻物とするつもりだったところ、一巻の完成直後に非合法なわいせつ映像として摘発され押収、木村も検挙されたために二巻目は製作されることはなかった。ちなみに押収された35ミリ原盤の他に、16ミリプリントが複製されており、ブルーフィルムとして戦前期を中心にアンダーグラウンドで密かに流通したという。また杉本五郎の伝聞では終戦直後に進駐軍により試写され、後に16ミリプリントが「ウタマロ・アニメ」として外国で売られていたという話もある。

ブルーフィルム研究の第一人者である長谷川卓也は本作について次のように評している。
このような経緯から本作は鑑賞不可能な「幻の純国産ポルノ名画」として伝説となっている。ちなみにウォルト・ディズニーが終戦直後に警視庁の証拠品を見て本作を絶賛したという「伝説」もあるが、信憑性は低い（ウォルトは生涯を通して一度も来日したことはない）。
いずれにせよ本作にまつわる言説は、伝聞や臆測に基づくものが大半であり、文献を通して作品を論じること自体、床屋政談の域を出ていない。

## 映像の現存状況

### 再発見
本作は1932年に警察の摘発を受けて以降、実に85年以上にわたってフィルムの所在が不明となっていた。そのため失われた映画として長らく伝説化していたが、2017年に東京国立近代美術館フィルムセンター（現・国立映画アーカイブ）に押収版とみられる本作の35mmフィルムが秘かに寄贈された。同センターに所蔵されたフィルムは719.02フィート（219.1m）と693.11フィート（211.2m）の計2本である。寄贈の経緯は不明だが、アダルトメディア研究家の安田理央は「警察関係者からの寄贈なのでは」と推測している。
ただし「再発見」の正式な告知はなく、文化庁メディア芸術データベース（開発版）に作品の所蔵状況が登録され、初めて一般に現存が周知された。

### 「封印」の状況と現状の扱い
本作はフィルムが再発見されたにもかかわらず非公開となっており、現在まで文化的に不幸な状態が続いている。
2018年9月、京都府のおもちゃ映画ミュージアムが木村白山の研究発表会「木村白山って、何者?」を開催するにあたり、フィルムセンターに「作品を借用して上映したい」と依頼した所「寄贈者との取り決めで公開できない」との回答があったという。ミュージアム側のスタッフは「このまま死蔵されてしまうのは惜しいので、せめて研究者に公開できるよう寄贈者にお願いして欲しい」と同センターに要請している。